# Rumours
Rumours är ett musikalbum av Fleetwood Mac utgivet i februari 1977. Det var gruppens elfte studioalbum. Bara några år tidigare var Fleetwood Mac en tung bluesrockgrupp, men här hade man utvecklat en mer radioanpassad ljudbild mer inspirerad av popmusik. Albumet har sålt runt 30 miljoner exemplar och är därmed ett av de mest sålda musikalbumen i historien. Albumet låg 31 veckor på Billboard 200-listans första plats. Det tilldelades även en Grammy för årets bästa musikalbum. Bara i USA har albumet sålt 19 x platina fram till år 2003. Här återfinns några av gruppens kändaste låtar som "Go Your Own Way", "Dreams", och "Gold Dust Woman". "Dreams" blev gruppens enda singeletta på Billboard Hot 100-listan i USA. Men även "Don't Stop" och "You Make Loving Fun" blev topp 10-noterade hitsinglar.
Albumet emottogs övervägande positivt av dåtidens musikkritiker. Det röstades fram som 1977 års fjärde bästa i tidningen The Village Voices Pazz & Jop-lista.
1997 gjordes en dokumentär om inspelningen av albumet i serien Classic Albums.

## Låtlista
1. "Second Hand News"  (Lindsey Buckingham) - 2:43
2. "Dreams"  (Stevie Nicks) - 4:14
3. "Never Going Back Again"  (L. Buckingham) - 2:02
4. "Don't Stop"  (Christine McVie) - 3:11
5. "Go Your Own Way"  (L. Buckingham) - 3:38
6. "Songbird"  (C. McVie) - 3:20
7. "The Chain"  (L. Buckingham, Mick Fleetwood, C. McVie, John McVie, S. Nicks) - 4:28
8. "You Make Loving Fun"  (C. McVie) - 3:31
9. "I Don't Want to Know"  (S. Nicks) - 3:11
10. "Oh Daddy"  (C. McVie) - 3:54
11. "Gold Dust Woman"  (S. Nicks) - 4:51

## Listplaceringar
| Lista (1977-1978) | Position              |
| ----------------- | --------------------- |
| Australien        | 1 (Kent Music Report) |
| Finland           | 22                    |
| Frankrike         | 13                    |
| Japan             | 33 (Oricon)           |
| Kanada            | 1 (RPM)               |
| Nederländerna     | 1                     |
| Norge             | 17 (VG-lista)         |
| Nya Zeeland       | 1                     |
| Storbritannien    | 1 (UK Albums Chart)   |
| Sverige           | 19 (Topplistan)       |
| USA               | 1 (Billboard 200)     |
| Västtyskland      | 6                     |
| Österrike         | 25                    |